# Молодіжний чемпіонат Європи з футболу 1990
Чемпіонат Європи з футболу 1990 серед молодіжних команд — міжнародний футбольний турнір під егідою УЄФА серед молодіжних збірних команд країн зони УЄФА. Переможцем турніру стала молодіжна збірна команда СРСР, яка у фінальній серії з двох матчів переграла молодіжну збірну Югославії.

## Кваліфікація
Кваліфікаційний турнір відбувся з 30 серпня 1988 року по 29 листопада 1989.

### Група 1
|   |          | І | В | Н | П | МЗ | МП | О  |
| - | -------- | - | - | - | - | -- | -- | -- |
| 1 | Болгарія | 6 | 5 | 0 | 1 | 16 | 4  | 10 |
| 2 | Румунія  | 6 | 3 | 0 | 3 | 8  | 7  | 6  |
| 3 | Данія    | 6 | 2 | 1 | 3 | 9  | 14 | 5  |
| 4 | Греція   | 6 | 1 | 1 | 4 | 3  | 11 | 3  |

| - Болгарія 2-1 Румунія - Греція 2-2 Данія - Румунія 2-0 Греція - Данія 1-3 Болгарія - Болгарія 6-0 Данія - Греція 1-0 Румунія | - Румунія 2-1 Болгарія - Данія 3-0 Греція - Болгарія 2-0 Греція - Данія 1-2 Румунія - Румунія 1-2 Данія - Греція 0-2 Болгарія |

### Група 2
|   |         | І | В | Н | П | МЗ | МП | О  |
| - | ------- | - | - | - | - | -- | -- | -- |
| 1 | Швеція  | 6 | 4 | 2 | 0 | 10 | 2  | 10 |
| 2 | Англія  | 6 | 4 | 1 | 1 | 10 | 5  | 9  |
| 3 | Польща  | 6 | 1 | 2 | 3 | 4  | 10 | 4  |
| 4 | Албанія | 6 | 0 | 1 | 5 | 1  | 8  | 1  |

| - Польща 0-0 Албанія - Англія 1-1 Швеція - Албанія 0-2 Швеція - Албанія 1-2 Англія - Англія 2-0 Албанія - Швеція 4-0 Польща | - Англія 2-1 Польща - Швеція 1-0 Англія - Швеція 1-0 Албанія - Польща 1-3 Англія - Польща 1-1 Швеція - Албанія 0-1 Польща |

### Група 3
|   |           | І | В | Н | П | МЗ | МП | О |
| - | --------- | - | - | - | - | -- | -- | - |
| 1 | СРСР      | 6 | 4 | 1 | 1 | 12 | 5  | 9 |
| 2 | НДР       | 6 | 3 | 1 | 2 | 8  | 6  | 7 |
| 3 | Австрія   | 6 | 1 | 2 | 3 | 6  | 8  | 4 |
| 4 | Туреччина | 6 | 1 | 2 | 3 | 4  | 11 | 4 |

| - СРСР 2-2 Австрія - Австрія 3-0 Туреччина - Туреччина 3-2 НДР - НДР 0-0 Туреччина - СРСР 1-0 НДР - Туреччина 0-3 СРСР | - НДР 2-0 Австрія - Австрія 0-2 СРСР - НДР 3-2 СРСР - Туреччина 1-1 Австрія - СРСР 2-0 Туреччина - Австрія 0-1 НДР |

### Група 4
|   |            | І | В | Н | П | МЗ | МП | О  |
| - | ---------- | - | - | - | - | -- | -- | -- |
| 1 | ФРН        | 6 | 4 | 2 | 0 | 10 | 2  | 10 |
| 2 | Ісландія   | 6 | 2 | 3 | 1 | 11 | 7  | 7  |
| 3 | Нідерланди | 6 | 1 | 2 | 3 | 6  | 9  | 4  |
| 4 | Фінляндія  | 6 | 1 | 1 | 4 | 4  | 13 | 3  |

| - Фінляндія 0-3 ФРН - Ісландія 1-1 Нідерланди - Фінляндія 2-1 Ісландія - ФРН 2-0 Нідерланди - Нідерланди 0-1 ФРН - Фінляндія 1-1 Нідерланди | - Ісландія 1-1 ФРН - Ісландія 4-0 Фінляндія - ФРН 2-0 Фінляндія - Нідерланди 2-3 Ісландія - ФРН 1-1 Ісландія - Нідерланди 2-1 Фінляндія |

### Група 5
|   |           | І | В | Н | П | МЗ | МП | О |
| - | --------- | - | - | - | - | -- | -- | - |
| 1 | Югославія | 6 | 4 | 1 | 1 | 10 | 4  | 9 |
| 2 | Франція   | 6 | 3 | 2 | 1 | 11 | 7  | 8 |
| 3 | Норвегія  | 6 | 1 | 2 | 3 | 3  | 7  | 4 |
| 4 | Шотландія | 6 | 1 | 1 | 4 | 7  | 13 | 3 |

| - Норвегія 1-1 Шотландія - Франція 2-0 Норвегія - Шотландія 0-2 Югославія - Югославія 2-2 Франція - Шотландія 2-3 Франція - Франція 0-1 Югославія | - Норвегія 0-1 Югославія - Югославія 4-1 Шотландія - Норвегія 1-1 Франція - Югославія 0-1 Норвегія - Франція 3-1 Шотландія - Шотландія 2-0 Норвегія |

### Група 6
|   |          | І | В | Н | П | МЗ | МП | О |
| - | -------- | - | - | - | - | -- | -- | - |
| 1 | Іспанія  | 4 | 3 | 0 | 1 | 3  | 1  | 6 |
| 2 | Угорщина | 4 | 2 | 1 | 1 | 2  | 1  | 5 |
| 3 | Кіпр     | 4 | 0 | 1 | 3 | 0  | 3  | 1 |

| - Кіпр 0-0 Угорщина - Кіпр 0-1 Іспанія - Угорщина 1-0 Кіпр | - Іспанія 1-0 Кіпр - Угорщина 1-0 Іспанія - Іспанія 1-0 Угорщина |

### Група 7
|   |                | І | В | Н | П | МЗ | МП | О |
| - | -------------- | - | - | - | - | -- | -- | - |
| 1 | Чехословаччина | 6 | 3 | 2 | 1 | 10 | 5  | 8 |
| 2 | Бельгія        | 6 | 2 | 4 | 0 | 7  | 3  | 8 |
| 3 | Португалія     | 6 | 2 | 2 | 2 | 6  | 6  | 6 |
| 4 | Люксембург     | 6 | 0 | 2 | 4 | 1  | 10 | 2 |

| - Чехословаччина 0-3 Бельгія - Португалія 1-1 Бельгія - Чехословаччина 4-0 Люксембург - Португалія 1-0 Люксембург - Бельгія 1-1 Чехословаччина - Люксембург 0-0 Бельгія | - Бельгія 1-1 Португалія - Чехословаччина 1-0 Португалія - Люксембург 0-3 Португалія - Бельгія 1-0 Люксембург - Португалія 0-3 Чехословаччина - Люксембург 1-1 Чехословаччина |

### Група 8
|   |            | І | В | Н | П | МЗ | МП | О |
| - | ---------- | - | - | - | - | -- | -- | - |
| 1 | Італія     | 4 | 3 | 1 | 0 | 5  | 0  | 7 |
| 2 | Швейцарія  | 4 | 2 | 1 | 1 | 8  | 1  | 5 |
| 3 | Сан-Марино | 4 | 0 | 0 | 4 | 0  | 12 | 0 |

| - Швейцарія 0-0 Італія - Сан-Марино 0-5 Швейцарія - Сан-Марино 0-2 Італія | - Італія 1-0 Швейцарія - Швейцарія 3-0 Сан-Марино - Італія 2-0 Сан-Марино |

## Кваліфікувались до фінальної частини
| Країна         | Групи   | Попередні турніри                      |
| -------------- | ------- | -------------------------------------- |
| Болгарія       | Група 1 | 1 (1978)                               |
| Швеція         | Група 2 | 1 (1986)                               |
| СРСР           | Група 3 | 1 (1980)                               |
| Німеччина      | Група 4 | 3 (1982, 1984, 1988)                   |
| Югославія      | Група 5 | 3 (1978, 1980, 1984)                   |
| Іспанія        | Група 6 | 4 (1982, 1984, 1986, 1988)             |
| Чехословаччина | Група 7 | 3 (1978, 1980, 1988)                   |
| Італія         | Група 8 | 6 (1978, 1980, 1982, 1984, 1986, 1988) |

## Фінальний раунд

### Чвертьфінали
Перші матчі
| 14 березня 1990 |

| Італія                       | 3–1      | Іспанія         |
| ---------------------------- | -------- | --------------- |
| Строппа 3', 76' Казірагі 54' | Протокол | Єрро 88' (пен.) |

| «Доріко», Анкона Глядачів: 8.607 Арбітр: Вільям Сайм (Шотландія) |

| 14 березня 1990 |

| Югославія                 | 2–0      | Болгарія |
| ------------------------- | -------- | -------- |
| Просинечки 32' Бокшич 79' | Протокол |          |

| «Максимір», Загреб Глядачів: 8.606 Арбітр: Бруно Галлер (Швейцарія) |

| 14 березня 1990 |

| СРСР        | 1–1      | Німеччина    |
| ----------- | -------- | ------------ |
| Шалімов 66' | Протокол | Баль 9' (аг) |

| «Локомотив», Сімферополь Глядачів: 7.000 Арбітр: Кай Нятрі (Фінляндія) |

| 14 березня 1990 |

| Чехословаччина | 1–2      | Швеція                |
| -------------- | -------- | --------------------- |
| Зігль 57'      | Протокол | Бролін 52' Янссон 87' |

| «Долічек», Прага Глядачів: 1.500 Арбітр: Герасімос Германакос (Греція) |

Матчі-відповіді
| 28 березня 1990 |

| Іспанія        | 1–0      | Італія |
| -------------- | -------- | ------ |
| Мендігурен 77' | Протокол |        |

| «Лас-Гаунас», Логроньйо Глядачів: 16.000 Арбітр: Ігнатіус ван Світен (Нідерланди) |

| 28 березня 1990 |

| Болгарія | 0–1      | Югославія |
| -------- | -------- | --------- |
|          | Протокол | Шукер 13' |

| «Народна Армія», Софія Глядачів: 7.000 Арбітр: Манфред Росснер (НДР) |

| 28 березня 1990 |

| Німеччина      | 1–2      | СРСР                         |
| -------------- | -------- | ---------------------------- |
| Гохштеттер‎ 37' | Протокол | Чугунов 67' Сидельников 115' |

| «Розенауштадіон», Аугсбург Глядачів: 11.000 Арбітр: Ейнар Галле (Норвегія) |

| 28 березня 1990 |

| Швеція                                      | 4–0      | Чехословаччина |
| ------------------------------------------- | -------- | -------------- |
| Андерссон 45' Рен 62' Бролін 77' Янссон 87' | Протокол |                |

| «Варендсваллен», Векше Глядачів: 2.750 Арбітр: Джон Спіллейн (Ірландія) |

### Півфінали
Перші матчі
| 25 квітня 1990 |

| Югославія | 0–0      | Італія |
| --------- | -------- | ------ |
|           | Протокол |        |

| «Максимір», Загреб Глядачів: 15.000 Арбітр: Вернер Феклер (ФРН) |

| 25 квітня 1990 |

| Швеція        | 1–1      | СРСР               |
| ------------- | -------- | ------------------ |
| Андерссон 70' | Протокол | Шалімов 72' (пен.) |

| «Варендсваллен», Векше Глядачів: 2.446 Арбітр: Гі Гуталс (Бельгія) |

Матчі-відповіді
| 9 травня 1990 |

| Італія                     | 2–2      | Югославія           |
| -------------------------- | -------- | ------------------- |
| Сімоне 24' Джукич 58' (аг) | Протокол | Шукер 17' Бобан 61' |

| «Енніо Тардіні», Парма Глядачів: 6.443 Арбітр: Гайнц Гольцманн (Австрія) |

| 9 травня 1990 |

| СРСР                       | 2–0      | Швеція |
| -------------------------- | -------- | ------ |
| Коливанов 27' Кир'яков 47' | Протокол |        |

| «Локомотив», Сімферополь Глядачів: 5.100 Арбітр: Жерар Біге (Франція) |

### Фінал
Перший матч
| 5 вересня 1990 |

| Югославія          | 2–4      | СРСР                                                |
| ------------------ | -------- | --------------------------------------------------- |
| Шукер 21' Ярні 64' | Протокол | Сидельников 9', 49' Чернишов 42' Добровольський 84' |

| «Кошево», Сараєво Глядачів: 6,000 Арбітр: Жерар Біге (Франція) |

Матч-відповідь
| 27 жовтня 1990 |

| СРСР                                            | 3–1      | Югославія  |
| ----------------------------------------------- | -------- | ---------- |
| Добровольський 10' Мостовий 46' Канчельскіс 76' | Протокол | Бокшич 80' |

| «Локомотив», Сімферополь Глядачів: 17,000 Арбітр: П'єтро Д'Елія (Італія) |

| Чемпіон Європи 1990 |
| ------------------- |
| СРСР 2-й титул      |